# Terza guerra anglo-olandese
La terza guerra anglo-olandese fu combattuta tra Inghilterra e Repubblica delle Sette Province Unite (attuali Paesi Bassi) dal 1672 al 1674.

## Storia
Anche se Inghilterra, Paesi Bassi e Svezia avevano siglato una Triplice Alleanza contro la Francia nel 1668, l'Inghilterra firmò in segreto il Trattato di Dover con la Francia nel 1670.
Come risultato di questo trattato l'Inghilterra fu costretta ad unirsi alla Francia, quando quest'ultima invase le Province Unite nel 1672. Gli stati tedeschi di Münster e Colonia (in olandese: Keulen) presero anch'essi parte all'invasione.
Un esercito francese di 120000 uomini insieme ad alcuni alleati tedeschi invase la Repubblica olandese, mentre una massiccia flotta anglo-francese di 146 navi e 34000 uomini era pronta a sbarcare le sue truppe sulla costa. Tutto sembrava perduto, poiché la Francia era chiaramente la più forte potenza terrestre in Europa e in mare gli inglesi erano almeno pari agli olandesi. Vi fu un crollo dei mercati finanziari di Amsterdam, con le azioni della VOC che persero metà del proprio valore, e una generale aspettativa in Europa che i giorni della Repubblica fossero contati.
Quasi per miracolo, però, gli olandesi, sotto la guida del giovane Gugliemo d'Orange come statolder e comandante delle forze armate, furono in grado di spingere allo stallo inglesi e francesi sul mare e di evitare un'invasione francese con l'espediente disperato di aprire le dighe allagando il territorio, mentre la Spagna e l'Austria intervenivano contro la Francia.
Nella storia dei Paesi Bassi l'anno 1672 divenne in seguito noto come "L'anno del disastro" (Rampjaar). Venne coniato anche un detto: Radeloos, redeloos, reddeloos, che significa: Senza speranza (la gente), senza ragione (il governo), senza amici (la nazione). Gli eventi successivi alleviarono questo sentimento di totale disperazione.

## Battaglie navali

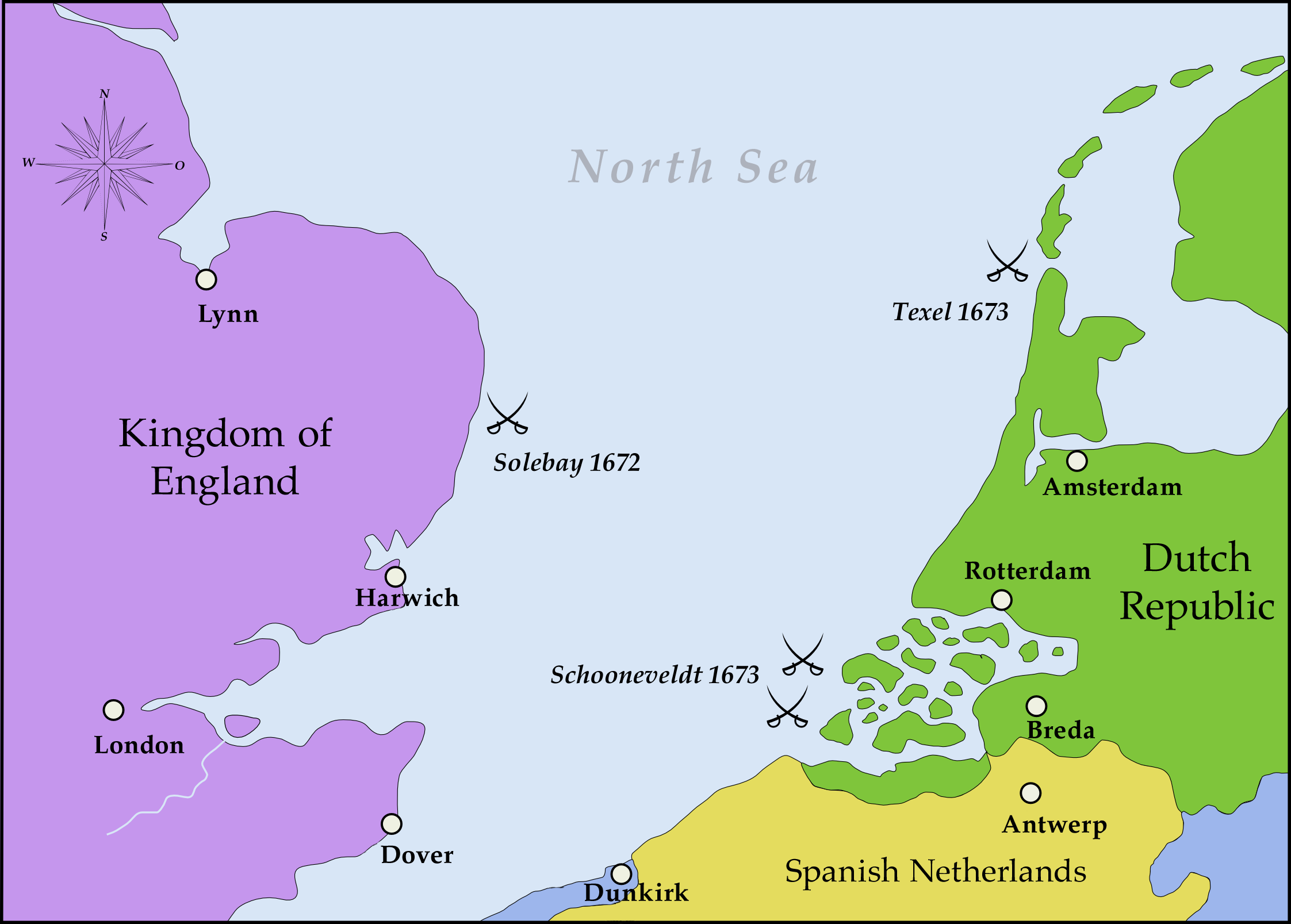
Siti delle battaglie navali

La flotta anglo-francese fu contrastata dal tenente-ammiraglio olandese Michiel de Ruyter nella Battaglia di Solebay (7 giugno 1672). Gli Anglo-francesi subirono ulteriori sconfitte nelle due Battaglie di Schoneveld (7 giugno e 14 giugno) e nella Battaglia di Texel, tutte nel 1673.
I corsari olandesi imposero un tributo oneroso ai trasporti inglesi, catturando almeno 700 navi secondo Israel, molte con carichi assai preziosi.
Quando gli olandesi si allearono con la Spagna - che era stata essa stessa in guerra contro i Paesi Bassi fino al 1648 - la Francia si ritirò (1673). L'Inghilterra fu anch'essa costretta a firmare il Trattato di Westminster, in quanto il Parlamento non avrebbe permesso ulteriori spese per la guerra. L'asse della successiva politica inglese si spostò verso il contenimento della Francia, piuttosto che proseguire nella rivalità con le Province Unite.